# Bujor Almășan
Bujor Almășan (* 23. Juni 1924 in Deva, Kreis Hunedoara; † 29. Mai 1998 in Bukarest) war ein rumänischer Politiker der Rumänischen Kommunistischen Partei PCR (Partidul Comunist Român), der unter anderem von 1961 bis 1965 Minister für Bergbau und elektrische Energie, 1965 bis 1971 Minister für Bergbau sowie zwischen 1971 und 1977 Minister für Bergbau, Erdöl und Geologie war.

## Leben
Almășan besuchte von 1933 bis 1943 das Gymnasium in Deva und begann danach 1943 ein Studium an der Fakultät für Bergbau und Metallurgie des Polytechnischen Institut Bukarest (Institutul Politehnic din București). Während des Studiums trat er am 23. August 1944 dem damaligen Jugendverband UTM (Uniunea Tineretului Muncitor) sowie im September 1945 der am 8. Mai 1921 gegründeten Rumänischen Kommunistischen Partei PCdR (Partidul Comunist din România) bei. Ein von 1946 bis 1948 absolviertes Studium am Bergbauinstitut in Leningrad schloss er als Bergbauingenieur ab und blieb anschließend noch bis 1952 in der Sowjetunion, wo er einen Doktor in Montanwissenschaften erwarb.
Nach seiner Rückkehr nach Rumänien wurde Almășan im Januar 1952 Direktor für Forschung und Lehre am Kohleinstitut in Petroșani und übernahm auch eine Professur an der Universität Bukarest, an der er Inhaber des Lehrstuhls für Mineralogie wurde.
Auf dem VII. Partei der PMR wurde er am 28. Dezember 1955 Kandidat des ZK. Zudem wurde er am 24. April 1958 Generalsekretär des Ministeriums für Schwerindustrie. Auf dem VIII. Parteitag wurde er am 25. Juni 1960 schließlich Mitglied des ZK der PMR und gehörte diesem bis zum XII. Parteitag der PCR am 23. November 1979 an.
Almășan übernahm im Anschluss am 21. März 1961 im ersten Kabinett von Ministerpräsident Ion Gheorghe Maurer das Amt des Ministers für Bergbau und elektrische Energie (Ministrul minelor și energiei electrice), das er bis zum 21. August 1965 innehatte. Daraufhin wurde er am 21. August 1965 Minister für Bergbau (Ministrul Minelor), das am 18. März 1970 in Ministerium für Bergbauindustrie und Geologie (Ministrul industriei miniere și geologiei) umbenannt wurde. 1969 wurde er außerdem Mitglied der Großen Nationalversammlung (Marea Adunare Națională) und gehörte dieser bis 1980 an. Nach der Zusammenlegung des Ministeriums für Bergbauindustrie und Geologie mit dem Erdölministerium am 1. April 1971 zum Ministerium für Bergbau, Erdöl und Geologie war er schließlich vom 1. April 1971 bis zum 25. Januar 1977 Minister für Bergbau, Erdöl und Geologie (Ministrul minelor, petrolului și geologiei). Während seiner Amtszeit als Minister kam es am 30. Oktober 1971 durch den Certej-Dammbruch zu einem Unglück im Absetzbecken des Bergwerks in Certeju de Sus, bei dem bis 89 Menschen verstarben. Die Regierung gab die Anzahl der Toten offiziell mit nur 48 Verunglückten an, um einen nationalen Trauertag zu vermeiden.
Zuletzt fungierte er zwischen dem 27. Januar 1977 und dem 27. Februar 1978 als Staatssekretär und Leiter der Abteilung für internationale wirtschaftliche Zusammenarbeit im Ministerium für Außenhandel und internationale wirtschaftliche Zusammenarbeit. Obwohl er bereits am 25. Januar 1977 als Minister für Bergbau, Erdöl und Geologie entlassen worden war, wurde er wegen der Mitverantwortung für den Streik der Bergarbeiter im Schiltal vom 1. bis 3. August 1977 auf dem ZK-Plenum am 26. und 27. Oktober 1977 gerügt.
Für seine Verdienste wurde Almășan mit dem Ordinul Muncii (Orden der Arbeit) Erster Klasse (1964) ausgezeichnet.

## Veröffentlichungen
- The mining industry of Romania, Editura: Meridiane, 1968
- Exploatarea și valorificarea zăcămintelor de substanțe minerale utile solide, Editura Didactica și Pedagogică, 1982
- Exploatarea zăcămintelor minerale din România, 2 Bände, Editura Tehnică, 1984
- Zăcăminte minerale - exploatare, valorificare, Editura Tehnică, 1989